# Loučky (Nové Sedlo)
Loučky (do roku 1948 Grünlas) jsou vesnice a část města Nové Sedlo v okrese Sokolov v Karlovarském kraji. Leží na sever od města Lokte pod svahy, jež lemují okraj Chodovské pánve. Jejich zástavba vyplňuje k severu otevřenou terénní sníženinu, kterou spojuje s údolím řeky Ohře tok Loučského potoka. V roce 2011 zde trvale žilo 691 obyvatel.

## Historie

### Starší dějiny
Opora písemného pramene existuje pro dějinné počátky Louček až v listině z 2. dubna 1397, podle níž Václav Räch sídlící v Loučkách prodal městu Lokti les mezi dvorem Vogeleis a Novým Sedlem. Od nejstarší historické zmínky je doloženo, že Loučky měly původně jen německý název, který se ustálil do podoby Grunlas. Ves pojmenovali němečtí kolonisté v době jejího vzniku, jenž lze podle tohoto názvu klást do 13. století. Německý název obec užívala až do doby po druhé světové válce, kdy byl úředně zaveden vyhláškou ministerstva vnitra z 5. února 1948 nový český název vystihující pěkně význam původního pojmenování.
Blíže neznámá osoba Václava Rächa je pravděpodobně identická s Václavem Rothem sídlícím v Loučkách, který dal podle zápisů konfirmačních knih pražského arcibiskupství 31. října 1405 souhlas k obsazení fary v Tatrovicích. Jednalo se zřejmě o držitele feudálního pozemkového majetku z vrstev drobné aristokracie nebo měšťanstva, který měl v Loučkách trvalé sídlo, patrně základ později známé tvrze. Jeho majetek přešel později za neznámých okolností do vlastnictví rodu Raussengrünerů, který si zvolil Loučky také za své sídlo a po něm se uváděl s přídomkem z Louček. Rod nižší šlechty, v jehož erbu byla štika, pocházel z historického Chebska a na Loketsku získal feudální majetek, který několikrát měnil i s městem Loktem.
Jejich feudální držba v Loučkách patřila k lennímu majetku hradu Lokte, z něhož byla patrně ve 13. století také organizována zdejší kolonizace. Hrad Loket a celý lenní systém přešly v první polovině 15. století jako královská zástava do správy mocného rodu Šliků. Poddaní z Louček patřili pod pravomoc hrdelního a nižšího soudu v Lokti a v církevní správě náleželi do obvodu fary při kostele svatého Václava v Lokti, s níž sdíleli všechny náboženské transformace, jak postupně v 16. století a první polovině 17. století v tomto regionu proběhly a příznačně poznamenaly i ostatní stránky tehdejšího společenského vývoje.
Nálezy, jež byly po první světové válce odkryty při zemních pracích v Loučkách, svědčí o tom, že se zde již kolem roku 1600 nacházel kostelík. Nechal si jej zřejmě pro své potřeby a snad i pro potřeby svých poddaných postavit některý z Raussengrunerů. Držitelé loučského statku vyznávali totiž evangelické náboženství již v době, kdy fara v Lokti byla ještě v katolické správě křižovníků s červenou hvězdou. To je snad přimělo k tomu, aby si vybudovali vlastní svatyni.
Teprve v prosinci roku 1611 prodal Adam Raussengrüner z Louček tísněný špatnou finanční situací městu Lokti budujícímu v předbělohorské době neobyčejně soustavně kompaktní doménu svůj majetek v Loučkách, který tvořila tvrz s hospodářským dvorem a poddanské usedlosti. Lokti se však brzy tento majetek rozplynul v konfiskacích, kterými císař Ferdinand II. potrestal také účast města Lokte na stavovském odboji v letech 1618 až 1620. Přecházel z majitele na majitele, až v roce 1644 se stal majetkem Jana Hartwiga z Nostitz, který vlastnil již na Sokolovsku velká panství Sokolov a Jindřichovice a řadu menších statků.
Přehled o stavu narůstajícího poddanského peněžního a hlavně pracovního zatížení měly před vyhlášením jeho státní regulace poskytnout urbáře zpracované na pokyn Marie Terezie roku 1777. Kromě vlastních urbariálních údajů zachytily tyto dokumenty další informace, které vypovídají o sociální situaci v jednotlivých místech. Ve vsi Loučky bylo v té době čerstvě domovními čísly popsaných 24 domů.

### Průmyslový rozvoj
Již v závěru feudálního období došlo v Loučkách k systematickým pokusům o využití nerostného bohatství, které se na jejich území vytyčeném josefským katastrem a měřičsky a mapově upřesněném ve stabilním katastru bohatě nacházelo. V roce 1772 založilo město Loket na svých pozemcích v Loučkách u výchozu hnědouhelné sloje Josef důl Kateřina, jehož vytěžené uhlí se využívalo buď pro vlastní spotřebu, nebo se dodávalo minerálním závodům v okolí. Následně byly otevřeny ještě důl Anna a Apollonia. Tyto doly v okolí Louček měly poměrně dlouhou životnost. Velká ložiska keramické hlíny a kaolinu sloužila pro místní stavební práce.
Až do konce feudálního období se v Loučkách udržely tradiční vztahy zemědělského osídlení. Na počátku 17. století musel panský dvůr ustoupit výstavbě objektu cihelny a porcelánky. V roce 1847 v Loučkách se nacházel vrchnostenský dvůr, škola, hostinec a uhelné doly. Vesnické obyvatelstvo bylo zbaveno v revoluci 1848 všech feudálních břemen. Sídelní komunita svobodných občanů obce se stala základem pro nové správní uspořádání: z dosavadní malé katastrální obce Loučky s 212 obyvateli a územím o rozloze 380 ha byla zřízena samostatná politická obec, jejíž správy se ujaly na podzim roku 1850 nové zvolené obecní správní orgány. Připojily se ještě osady Jalový Dvůr a Podhoří, které dosud patřily k obci Hory.
Masové využití zásob hlíny na území Louček se chopily cihelny. Novým místním průmyslovým odvětvím, které se postupně propracovalo k nejvýznamnějšímu postavení v obci, byla výroba hrnčířského zboží a kameniny, posléze přeměněná na výrobu porcelánu. Všeobecný rozvoj v industriálním období podnítil dva druhy výstavby. V obci se objevily větší komplexy budov průmyslových závodů, dolových technických zařízení i malé objekty drobných výrobních provozů. Výstavba obytných domů byla převážně individuální.
Podstatné změny hospodářského a společenského vývoje doprovázely v tomto regionu také změny národnostní. Do kompaktního německého prostředí Louček počali v době industrializace přicházet první Češi. Demokratický politický systém, který se rozvinul v rakousko-uherské monarchii od konce 60. let 19. století, silně poznamenaly důsledky první světové války. Silněji se v Loučkách prosadila německá sociálně demokratická strana než komunisté. V parlamentních volbách roku 1935 vyhrála Henleinova sudetoněmecká strana. Členstvo sudetoněmecké strany bylo včleněno do nacistické NSDAP, která se stala jediným politických subjektem ovládajícím politický systém Třetí říše a určujícím pravidla jejího veřejného života. Výroba za války byla podřízena zájmům válečného hospodářství.

### Poválečné období
Obec Loučky byla rovněž jako jiné obce osvobozena americkou armádou 7. května 1945. Z Louček byla podle rozhodnutí konference v Postupimi z roku 1945 odsunuta rovněž většina německého obyvatelstva a v obci byli ponecháni jen Němci považovaní za nepostradatelné hlavně v hornictví, ve sklárně v Novém sedle a v porcelánkách v obci a jejím okolí.
Teprve od druhé poloviny 50. let se začalo s údržbou domovního a bytového fondu, který zůstal ve správě místního národního výboru. V prosinci 1945 měla obec Loučky ještě 1712 obyvatel. Odsunem obyvatel německé národnosti klesl jejich počet v květnu 1947 na 778. K 1. březnu 1961 zde žilo 898 obyvatel. V obci zůstaly tři hostince a obchody zajišťující základní zásobování potravinami včetně mlékárny a prodejny masa. Služby pro obyvatelstvo jako zařízení místního národního výboru zajišťovaly provoz povoznictví, holičství, dámského krejčovství, pískovny a drobné údržby. Po válce zahájila činnost také obecná škola, jež v rámci školských reforem byla od roku 1948 změněna na národní školu. Při škole byla otevřena i mateřská škola, která měla samostatný provoz.

## Obyvatelstvo
Při sčítání lidu v roce 1921 zde žilo 1 700 obyvatel, z toho 100 Čechoslováků, 1 563 Němců a 37 cizinců. K římskokatolické církvi se hlásilo 1 594 obyvatel, 87 obyvatel k evangelické církvi, devět k československé církvi, tři k izraelitské církvi a sedm bylo bez vyznání.
| Rok            | 1869 | 1880 | 1890  | 1900  | 1910  | 1921  | 1930  | 1950 | 1961 | 1970 | 1980 | 1991 | 2001 | 2011 | 2021 |
| -------------- | ---- | ---- | ----- | ----- | ----- | ----- | ----- | ---- | ---- | ---- | ---- | ---- | ---- | ---- | ---- |
| Počet obyvatel | 309  | 533  | 1 243 | 1 731 | 1 977 | 1 700 | 1 840 | 802  | 898  | 657  | 576  | 602  | 607  | 691  | 647  |
| Počet domů     | 43   | 62   | 94    | 115   | 129   | 131   | 181   | 205  | -    | 145  | 142  | 165  | 175  | 182  | 200  |

## Obecní správa
Při sčítání lidu v letech 1850–1960 Loučky byly samostatnou obcí, se kterým patřily nejprve do okresu Falknov, ale v letech 1921–1930 v okrese Loket a od roku 1950 v okrese Sokolov. Od 1. července 1960 jsou částí města Nové Sedlo v okrese Sokolov.